# Атлас Медічі

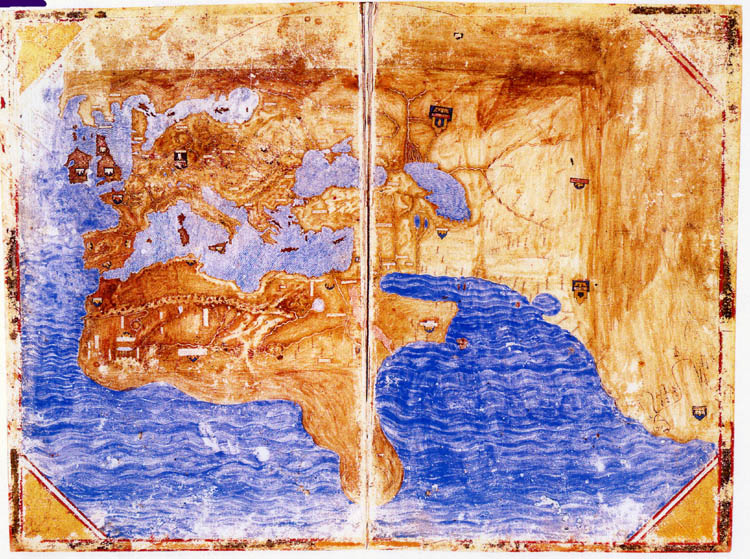
Лауренційський портолан (mappa mundi) з Атласу Медічі, 1351 рік.

Атлас Медічі (іт. L'Atlante Mediceo), також знаний як Лауренційський портолан (іт. Laurentian Portolano) — географічний атлас XIV століття, складений анонімним лігурійським (імовірно генуезьким) картографом і датований 1351 роком, хоча більшість істориків вважає, що його могло бути створено або принаймні доповнено пізніше. Атлас зберігається у Бібліотеці Медічі-Лауренціана у Флоренції, Італія.
Один з аркушів Атласу Медічі містить зображення карти світу (аркуш № 2 — так званий «Лауренційський портолан»). Лауренційський портолан відомий тим, що на ньому зображені деякі географічні дані, що були офіційно невідомі європейцям в часи його створення. Так, на ньому присутнє неімовірно реалістичне для тих часів зображення африканського континенту з позначенням південного мису, відкритого португальськими мореплавцями лише через 140 років. Також на карті присутні зображення і назви островів Мадейра і Азорського архіпелагу, які були «офіційно» відкриті португальцями лише через 50-70 років після створення Атласу.

## Авторство і датування Атласу
Про автора Атласу Медічі нічого невідомо, за винятком того, що він походив з Лігурії (ймовірно був генуезцем) і міг скласти Атлас для флорентійського замовника. Атлас чітко датовано 1351 роком (згідно з його астрономічним календарем), але дослідники вважають, що ця дата може відноситись лише до аркушів з традиційними картами (портоланами) Середземномор'я, тоді як включену до Атласу карту світу (mappa mundi) — так званий «Лауренційський портолан» було створено біля 1370 року, а його частини, що зображують африканське узбережжя південніше мису Буждур і контури Каспійського моря були додані ще пізніше — спочатку біля 1415 року і ще десь після плавань португальських дослідників у 1425–1450 роках.
Запропонована дослідниками вірогідна дата створення Лауренційського портолану (1370 р.) базується на тому, що скорше за все його могло бути створено приблизно в той же час, що і Портолан братів Піццигані (1367 р.) та Каталанський атлас (1375 р.). Обидві ці карти мають спільні елементи з Лауренційським портоланом, хоча неможливо точно вказати, чи послужив в цьому випадку Лауренційський портолан прототипом для інших, чи навпаки, на ньому відтворено інформацію, що вже містилась на інших картах. До цього ж часу відноситься також поява відомої «Книги знань про всі королівства» (Libro del Conoscimiento) - уявного травелогу невідомого кастильського автора, яка була написана в період між 1350 і 1399 роками. Ця книга і Лауренційський портолан містять багато спільної географічної інформації. Можливо, певні описи в книзі стали підставою для деяких зображень на Лауренційському портолані, або навпаки, зображення на карті надихнули на створення певних описів у книзі.

## Склад Атласу
Атлас Медічі складається з восьми аркушів. Перший аркуш — астрономічний календар, другий аркуш містить незвичну карту світу (Mappa Mundi) — так званий «Лауренційський портолан», третій, четвертий і п'ятий аркуші є типовими портоланами XIV століття (що охоплюють Європу, Північну Африку, Середземне та Чорне моря), шостий, сьомий і восьмий аркуш — це більш детальні карти Егейського, Адріатичного та Каспійського морів.

## Лауренційський портолан (Mappa Mundi)
Другий аркуш з Атласу Медічі — карта світу, що знана як Лауренційський портолан, є найбільш цікавою і важливою частиною Атласу. Якщо дата створення, вказана в Атласі (1351 р.) відповідає дійсності і є датою створення також і Лауренційського портолану, тоді він є першою відомою картою, що містить в собі географічну інформацію, отриману зі звітів про подорожі Марко Поло та Ібн Батути. На Лауренційському портолані зображено територію Азії аж до Індії і з достатньою точністю позначено розташування Делійського султанату. На портолані також зображено Каспій у вигляді закритого моря, що є нехарактерним для тогочасних карт.

### Африка
Серед найбільш вражаючих рис Лауренційського портолану — зображення знайомої нам форми континенту Африка. Майже за століття до португальських експедицій, що дослідили форму африканського континенту і довели можливість оминути Африку з півдня, Лауренційська карта зображує вигин Гвінейської затоки і показує, що Африка має південний кінець, тобто Атлантичний та Індійський океани пов'язані між собою нижче африканського континенту.
Хоча дивовижна форма Африки породила численні спекулятивні теорії про невідомі стародавні плавання або якісь секретні експедиції по дослідженню цього материка, пояснення, імовірно, є більш буденним. Ймовірним джерелом «гвінейського вигину» може бути легенда про Sinus Aethiopicus - затоку, що лежала десь на південь від мису Буждур і глибоко вдавалась в африканський континент. Ця затока описується також і у Книзі знань про всі королівства (можливо, ще в 1350 р.) і знову з'являється на карті Фра Мавро (у 1459 р.), задовго до того, як її відкрили португальські дослідники. Ідея про те, що західноафриканське узбережжя не простягалося прямо на південь, а круто вигинається на схід, могла б бути туманним посиланням на фактичну Гвінейську затоку, але, найімовірніше, це було лише щасливим здогадом і трохи бажаним мисленням. (Історик Рассел зазначає, що португальський принц Енріко Мореплавець був захоплений легендою про Sinus Aethiopicus, оскільки вона відкривала перспективу прямого морського шляху навколо Західної Африки до християнського королівства Пресвітера Йоана (Ефіопська імперія), уникаючи ускладнень подорожі мусульманськими землями Єгипту, щоб дістатися до нього. В Атласі Медічі глибина проникнення «Синуса» справді майже сягає Ефіопії.)
Що стосується ідеї зображення витягнутого з півночі на південь східноафриканського узбережжя, незвичного для європейських карт того часу, це могло бути зроблено на підставі якихось мусульманських джерел, яким було відомо про тогочасні арабські комерційні подорожі вздовж східноафриканського узбережжя суахілі аж до Софали в сучасному Мозамбіку. Нарешті, зв'язок між двома океанами південніше африканського континенту може бути зображено в якості підтвердження давнього припущення (яке робили ще біблійні та класичні авторитети) про те, що всі великі водні об'єкти світу пов'язані між собою. Африка, що зусібіч оточена водою вже зустрічалась на інших картах (наприклад, на карті світу П'єтро Весконте 1320 року). Ідея, що Африку можливо обпливти по морю з півдня також не була чимось абсолютно новим: ще в 1291 році, задовго до створення Атласу Медічі, Вандіно та Уголіно Вівальді з Генуї вирушили у плавання на південь вздовж західноафриканського узбережжя з чіткою метою «дістатися морем портів Індії, щоб торгувати з ними».
На користь того, що форма африканського континенту в Атласі Медічі завдячує не знанням, а вдалій, майже провідницькій але все ж таки уяві, каже те, що південніше мису Буждур не наведено жодних назв чи деталей. Єдиним, але дуже важливим винятком є легендарна «Золота річка», «Західний Ніл» арабських джерел (тобто сучасна річка Сенегал, що, як вважалось, протікала через багату золотом імперію Малі). Це та сама річка Palolus, що позначена на Карті братів Піццигані 1367 року. Якщо прийняти точку зору, що Лаурентійська карта була створена раніше за карту братів Піццигані, то в такому випадку вона є першою європейською картою, на якій зображена ця легендарна річка.

### Острови в Атлантичному океані
Лауренційський портолан з Атласу Медічі є важливим джерелом для дослідження історії відкриття і дослідження островів з північної Атлантики. Він є першою картою, на якій реалістично позначено усі три групи цих островів — Канарські, Азорські і архіпелаг Мадейра.

#### Канарський архіпелаг
Лауренційський портлан імовірно є першою картою, на якій відображено результати нещодавньої португальської експедиції на Канарські острови, відправленої в 1341 році з Лісабона португальським королем Афонсу IV на чолі з флорентійцем Ангіоліно дель Теггія де Корбіцці та генуезцем Ніколосо да Рекко. Вважається, що експедиція відкрила тринадцять Канарських островів (сім основних та шість малих). На Лауренційській карті якісно зображено більшість головних Канарських островів (хоча не для усіх з них вказані назви), що значно краще, ніж пара островів, зображених на карті Ангеліно Дульсерта 1339 року (джерелом для карти Дульсерта могли бути туманні повідомлення про плавання Ланселота Малочелло у 1270 році, під час якого було вперше відкрито деякі з островів Канарського архіпелагу).

#### Архіпелаг Мадейра
На Атласі Медічі також вперше і досить точно зображено архіпелаг островів Мадейра з їх сучасними назвами: Porto sto (о. Порто Санто), I.de lo Legname (о. Мадейра, «legname» лігурійською — «дерево», теж саме, що «madeira» португальською) та I.dexerta (о. Дезерташ). Архіпелаг Мадейра буде офіційно відкритий португальцями з наданням назв островам лише у 1419—1420 рр. Ці імена могли бути в оригіналі Атласа або додані пізніше — хоча ці ж самі імена вже вказуються в «Книзі знань про всі королівства».

#### Азорські острови
Схоже, що на Атласі Медічі присутнє зображення і Азорських островів. В такому випадку Лауренційський портолан є першою картою на якій було позначено цей архіпелаг. Острови зображені на північний захід від архіпелагу Мадейра, але розташовані по осі з північ-південь, а не по діагоналі з північного заходу на південний схід, як це є насправді. Не всім островам надані окремі назви, деякі назви вказуються для груп островів. Найпівденніші острови — insule de Cabrera («Козячі острови», що складається з двох островів, схожих на о. Санта-Марію та о. Сан-Мігел). Далі на північ — індивідуально позначений Insula Brasi («острів вуглинок/вогню» (вулканічний?) що може вказувати на о. Терсейра, але також може бути легендарним ірландським островом Brasil), а потім, трохи західніше, група під назвою insule de Ventura Sive de Columbis, ймовірно, острови Сан-Жорже, Файал та Піко. Найпівнічніша група з двох островів позначена як insule de Corvis Marinis («острови морських ворон», імовірно сучасні о. Корву та о. Флореш). Здається, з усіх Азорських островів на карті бракує лише острова Грасіоза.
Ці ж самі острови з аналогічними назвами з'являються ще на двох майорканських картах цього періоду — Каталанському Атласі 1375 року та карті Гульєма Солера 1385 року, але з дещо більш детальною розбивкою груп островів. Наприклад, група островів «Ventura Sive de Columbis» з Атласу Медічі розбита на три окремі назви — San Zorzo (о. Сан-Жорже), Ventura (о. Файал) і Li Columbis (о. Піко), а пара «Corvis Marinis» з Атласу Медічі розділена на Corvis Marinis (о. Корво) і Li Conigi («кролики», о. Флорес). Анонімний кастильський автор Книги знань про всі королівства також подає ці імена, а також додатково розділяє південну групу островів на окремі острови las cabras («козли», о. Сан-Мігел) і lobo («тюлені»?, о. Санта-Марія).
Жоден з островів Азорського архіпелагу не був офіційно відкритим до 1430–1440-х років, тобто ще протягом століття з моменту створення Атласу. Вони можуть бути просто легендарними, можливо, андалузько-арабського походження (наприклад, Аль-Ідрісі говорить про атлантичний острів диких козлів (Cabras) та про інший острів птахів-падальників, можливо, про «морських ворон» Corvis Marinis?. Але, якщо не враховувати помилкового нахилу осі їх розташування, Азорські острови зображені на Лауренційському портолані з дивовижною точністю. Однією (недоведеною) можливістю є те, що Азорські острови справді були виявлені або, принаймні, побачені здалеку, цілком випадково, згаданою картографічною експедицією 1341 року при їх поверненні по довгій дузі (volta do mar) з Канарських островів.